# Артемьванью
Артемьванью (устар. Артемь-Вань-Ю) — река в Шурышкарском районе Ямало-Ненецкого АО. Устье реки находится в 57 км по правому берегу реки Лесмиёган. Длина реки составляет 57 км, крупные правые притоки — Унхаръёган в 14 км и Унъёгартсоим — в 19 км от устья.

## Данные водного реестра
По данным государственного водного реестра России относится к Нижнеобскому бассейновому округу, водохозяйственный участок реки — Обь от впадения реки Северная Сосьва до города Салехард, речной подбассейн реки — бассейны притоков Оби ниже впадения Северной Сосьвы. Речной бассейн реки — (Нижняя) Обь от впадения Иртыша.
Код объекта в государственном водном реестре — 15020300112115300030619.